# Tabtoxinin-béta-laktám
A tabtoxinin-β-laktám monobaktám(en) (izolált gyűrűs) β-laktám antibiotikum. A tabtoxin(en) származéka, mely a Pseudomonas syringae(en) nevű Gram-negatív baktérium mérge. 

## Fordítás
- Ez a szócikk részben vagy egészben  a   Tabtoxinine β-lactam című angol Wikipédia-szócikk fordításán alapul.  Az eredeti cikk szerkesztőit annak laptörténete sorolja fel. Ez a jelzés csupán a megfogalmazás eredetét és a szerzői jogokat jelzi, nem szolgál a cikkben szereplő információk forrásmegjelöléseként.